# Pavoraja nitida
Pavoraja nitida es una especie de pez de la familia de los Rajidae en el orden de los Rajiformes.

## Morfología
Los machos pueden llegar a alcanzar los 36,8 cm de longitud total

## Reproducción
Es ovíparo y las hembras ponen huevos envueltos en una cápsula córnea.

## Hábitat
Es un pez de mar y de Clima templado (32 ° S-44 ° S) y demersal que vive entre 30–390 m de profundidad.

## Distribución geográfica
Se encuentra en el Océano Índico oriental: es un endemismo de Australia.

## Observaciones
Es inofensivo para los humanos.